# C5+1

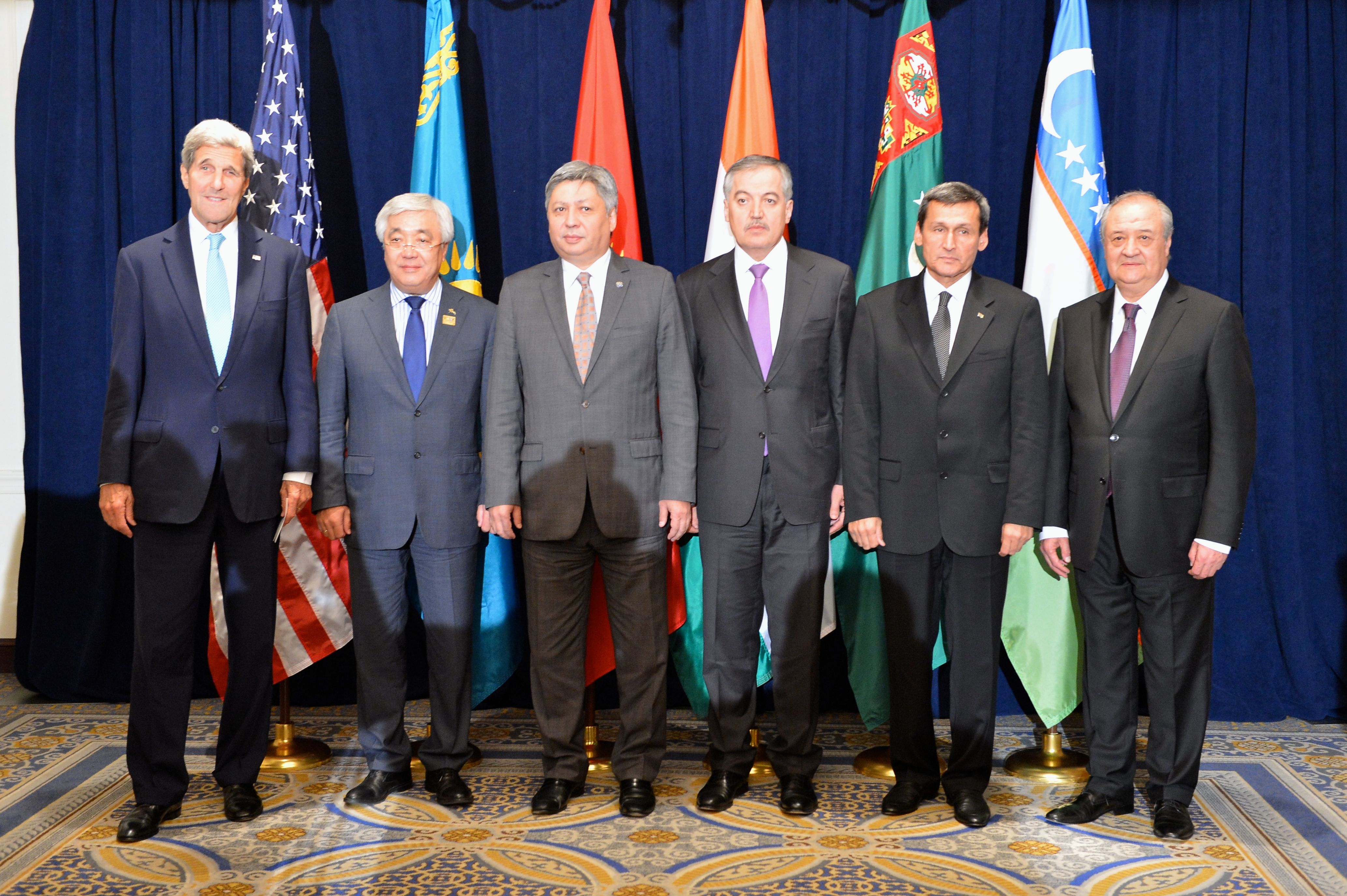
Джон Керрі (крайній зліва) з міністрами закордонних справ країн Центральної Азії під час 70-ї чергової сесії Генеральної Асамблеї ООН у Нью-Йорку 26 вересня 2015 року.

C5+1 — це дипломатичний саміт, який проводиться щороку з 2015 року між міністрами закордонних справ п'яти країн Центральної Азії Казахстану, Киргизстану, Таджикистану, Туркменістану та Узбекистану з Державним секретарем Сполучених Штатів для обговорення та роботи над спільними проблемними питаннями, щоб покращити та зміцнити відносини США з п'ятьма державами Центральної Азії, а також покращити відносини між окремими державами Центральної Азії. Формат використовується для обговорення таких регіональних питань, як війна в Афганістані, громадянська війна в Сирії, війна з тероризмом, боротьба з торгівлею наркотиками та людьми, економічні питання щодо торгових відносин, зростання робочих місць у регіоні та боротьба з екологічними проблемами.
C5+1 розглядається як спроба Сполучених Штатів отримати вплив у державах Центральної Азії, протидіючи Росії, з огляду на погіршення відносин між США та Росією з 2014 року, а також те, що США сприйняли як амбіції Росії відновити Радянський Союз.

## Історія
Перша зустріч між шістьма державами відбулася 26 вересня 2015 року під час сімдесятої сесії Генеральної Асамблеї Організації Об'єднаних Націй, де тодішній держсекретар США Джон Керрі зустрівся зі своїми колегами — міністрами закордонних справ п'яти держав для встановлення нової багатосторонньої платформи діалогу. Після зустрічі в ООН з жовтня по листопад Керрі відвідав кожну з п'яти країн, що було першим візитом держсекретаря в ці країни після Джеймса Бейкера в 1992 році після здобуття ними незалежності від Радянського Союзу.

### 2015 рік
Перший саміт C5+1 відбувся 1 листопада в Самарканді, Узбекистан. За підсумками саміту шість країн ухвалили декларацію про розширення співпраці в торгівлі, транспорті та енергетиці. Сторони також оприлюднили Спільну декларацію про партнерство та співпрацю, згідно з якою країни покращуватимуть співпрацю в регіональній торгівлі, транспорті та зв'язку, енергетичних зв'язках і транзитних можливостях, включаючи модернізацію існуючих об'єктів і просування спільних правил і норм. На саміті Керрі оголосив, що США запустять програму під назвою «Розумні води», яка буде зосереджена на підготовці майбутніх експертів з управління водними ресурсами та плануванні річкового басейну для сталого управління водними ресурсами в регіоні.

### 2016 рік
Другий саміт відбувся у Вашингтоні 3 серпня. Сама зустріч була присвячена двадцять п'ятій річниці встановлення дипломатичних відносин між кожною з шести держав.
За підсумками саміту США та п'ять держав Центральної Азії започаткували п'ять відповідних проєктів із фінансовою підтримкою США на суму до п'ятнадцяти мільйонів доларів. Проєкти включають регіональний діалог Глобального антитерористичного форуму (GCTF), метою якого є протидія іноземним бойовикам-терористам і радикалізації до насильства в регіоні. Діалог працюватиме на імплементацію Гаазько-Марракеського меморандуму про належну практику для більш ефективної відповіді на феномен іноземних бойовиків-терористів. Конкурентоспроможність бізнесу в Центральній Азії (CABC) має на меті полегшити підприємствам у Центральній Азії збільшення експорту та вихід на нові ринки, співпрацюючи з урядами та органами торгівлі, що полегшує підприємствам експорт товарів і залучення капіталу та технологій для покращення виробництва харчових продуктів, обробка, пакування. Розвиток транспортного коридору (TCD) має на меті скоротити вартість і час, пов'язані з переміщенням товарів через кордони в Центральній Азії, і покращити якість транспортних і логістичних послуг у всьому регіоні. Power the Future — це забезпечення відновлюваної енергії в усьому регіоні, а США надають навчання та технічну допомогу щодо стратегічного енергетичного планування, конкурентоспроможних закупівель, інтеграції мереж, розумних стимулів, зон відновлюваної енергії та інноваційного фінансування. Підтримка національного та регіонального планування адаптації полягає у збільшенні спроможності регіону адаптуватися до впливу зміни клімату шляхом надання допомоги п'яти країнам у процесі адаптації відповідно до Рамкової конвенції ООН про зміну клімату .

### 2017 рік
У 2017 році було проведено два саміти. Перший відбувся в Душанбе, Таджикистан, 26 липня. Цей саміт став першою зустріччю без держсекретаря та міністрів закордонних справ п'яти країн Центральної Азії. Зустріч відбулася в Національній бібліотеці, де Сполучені Штати представляли Р. Карл Пашалл, заступник координатора з питань оперативної політики та військової координації Бюро з питань боротьби з тероризмом і насильницьким екстремізмом Державного департаменту, з тодішнім послом США в Таджикистані Елізабет І. Міллард . Зустріч була зосереджена насамперед на питаннях безпеки, пов'язаних із регіональним співробітництвом у боротьбі з тероризмом і боротьбою із загрозою іноземних бойовиків у регіоні.
Друга зустріч відбулася 22 вересня в Нью-Йорку під час зустрічі міністрів із Рексом Тіллерсоном під час Сімдесят другої сесії Генеральної Асамблеї ООН .

### 2018 рік
23 липня в Ташкенті (Узбекистан) відбувся п'ятий саміт. Це був другий раз, коли держсекретар США не був присутній на саміті, але зустріч відкрив міністр закордонних справ Узбекистану Абдулазіз Камілов. США були представлені виконуючим обов'язки заступника помічника держсекретаря у справах Центральної Азії Генрі Еншером і тодішнім послом США в Узбекистані Памелою Спратлен. Шість країн підтвердили свою відданість розв'язання проблем і співпраці, як було домовлено під час саміту 2016 року. Зустріч також започаткувала роботу двох робочих груп з питань безпеки спільно з Інститутом миру США, які зосереджуються на залученні громади до запобігання радикалізації.

### 2019 рік
У 2019 році відбулися два саміти С5+1. Перший відбувся 21 серпня в Нур-Султані, Казахстан, під час дискусії високого рівня безпеки С5+1, де країни підтвердили свою підтримку платформи та ініціатив С5+1. Цей саміт став третім випадком, коли Держсекретар не був присутній. Натомість Сполучені Штати представляв Девід Гейл, тодішній заступник держсекретаря з політичних справ.
Другий саміт відбувся 22 вересня в Нью-Йорку під час Сімдесят четвертої сесії Генеральної Асамблеї ООН. Саміт ознаменував повернення держсекретаря з Майком Помпео на чолі делегації США та зустріч з його колегами з міністрів закордонних справ. Крім звичайної домовленості про співпрацю з питань, якими займався саміт з 2015 року, Помпео, обговорюючи боротьбу з тероризмом, згадав ставлення Китаю до уйгурів, заявивши: «І далі щодо теми тероризму, я хочу чітко пояснити, що репресивні дії Китаю кампанія в Сіньцзяні не про тероризм. Йдеться про спробу Китаю — про спробу Китаю стерти мусульманську віру та культуру своїх громадян. Ми закликаємо всі країни протистояти вимогам Китаю репатріювати уйгурів».

### 2020 рік

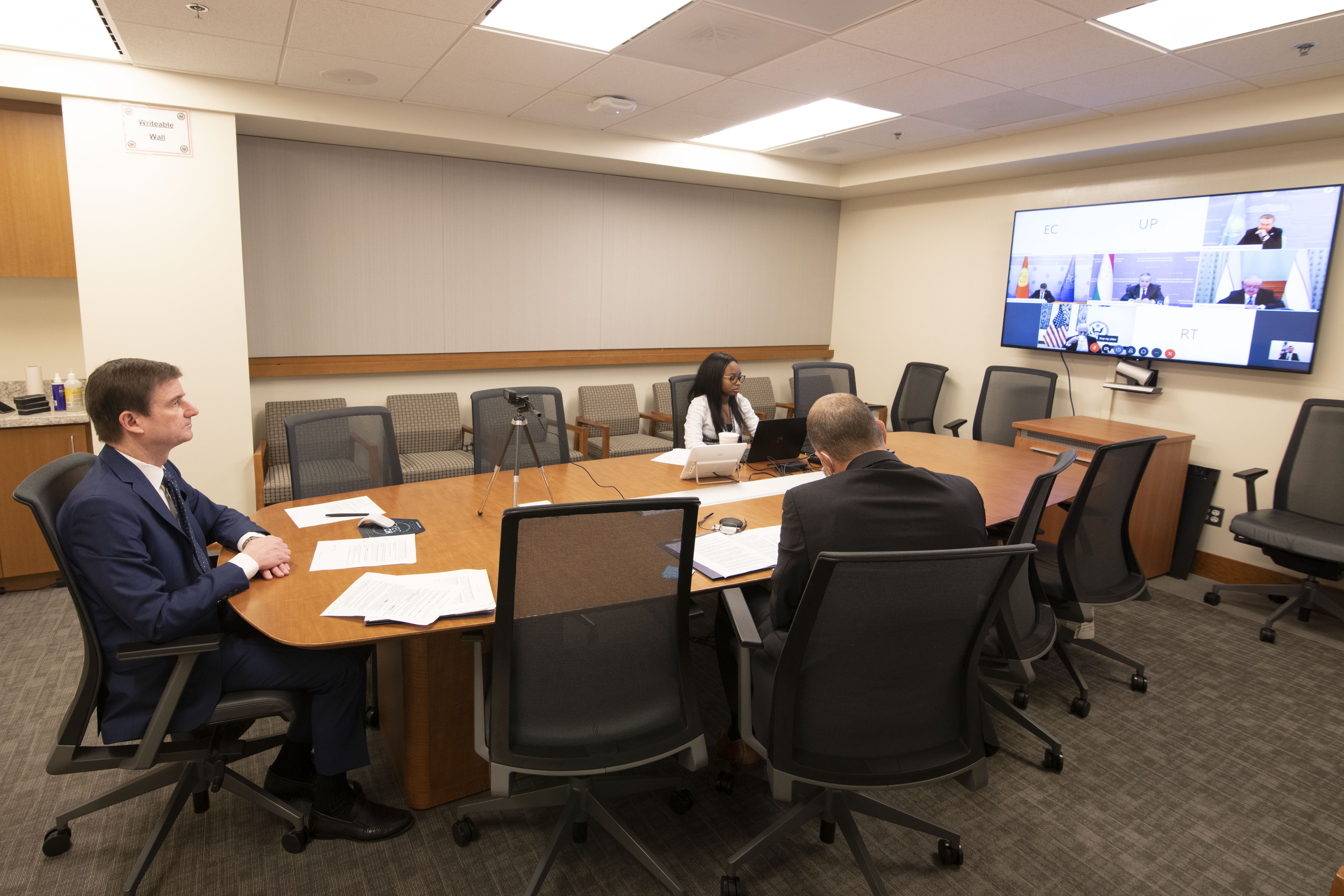
Заступник міністра з політичних питань Девід Хейл (ліворуч) під час віртуального діалогу високого рівня C5+1 30 червня 2020 року.

У 2020 році знову відбулися два саміти. Перший відбувся 3 лютого в Ташкенті, Узбекистан, де Помпео та міністри закордонних справ Центральної Азії обговорили мирний процес в Афганістані, спільну безпеку кордонів і регіональні зусилля щодо покращення економічного та енергетичного зв'язку. Помпео зустрівся з кожним із міністрів закордонних справ окремо, а також з президентами Казахстану Касим-Жомартом Токаєвим 2 лютого в Нур-Султані та Узбекистану Шавкатом Мірзійоєвим 3 лютого. Під час зустрічі Помпео попередив п'ять країн, щоб вони не ставали надмірно залежними від Китаю, критикуючи їхній бізнес і практику кредитування, а також згадуючи про переслідування Китаєм уйгурської та казахської меншин.
Другий саміт відбувся 30 червня у режимі відеоконференції через пандемію COVID-19. Головною темою зустрічі було економічний вплив пандемії.

### 2021 рік
7 січня уряди США, Казахстану та Узбекистану оголосили про створення Центральноазійського інвестиційного партнерства, яке буде реалізовано через C5+1. Міжнародна фінансова корпорація США з розвитку, Міжнародний фінансовий центр Астани та Міністерство інвестицій і зовнішньої торгівлі Узбекистану планують залучити один мільярд доларів протягом наступних п'яти років для підтримки зростання коштом приватного сектора та підвищення економічної зв'язності всередині Центральна Азія та ширший регіон, щоб допомогти країнам відновитися від економічного впливу пандемії COVID-19.
Перший саміт відбувся 23 квітня 2021 року під час віртуальної зустрічі з міністрами закордонних справ та держсекретарем Ентоні Блінкеном. Учасники привітали пропозицію США щодо майбутньої зустрічі групи зі спеціальним представником президента США з питань клімату Джоном Керрі. Відзначаючи важливість робочих груп C5+1 з економічних питань, навколишнього середовища, енергетики та безпеки, а також домовилися, що робочі групи C5+1 продовжуватимуть проводити регулярні зустрічі, в тому числі пізніше 2021 року, на рівні експертів для підготовки рішень на майбутнє діалогові зустрічі на високому рівні. На наступній зустрічі з приймаючою стороною Узбекистану в липні буде розглянуто програму роботи, ухвалену на 2020 рік, і за необхідності її відкоригують. І, нарешті, міністри та секретар домовилися зустрітися знову до кінця року.
Наступний саміт відбувся з 15 по 16 липня в Ташкенті, Узбекистан, перший очний саміт з 2019 року. Сполучені Штати представляла Елізабет Шервуд-Рендалл, де вона та міністри закордонних справ обговорили серед звичайних питань, що викликають занепокоєння, включаючи виведення США з Афганістану, яке очікується до 31 серпня

### 2023 рік
19 вересня 2023 у місті Нью-Йорку, США, під час 78 сесії Генеральної Асамблеї ООН відбувся перший саміт лідерів країн Центральної Азії та Сполучених Штатів Америки у форматі «С5+1». У заході брали участь Президент Сполучених Штатів Джозеф Байден, Президент Республіки Казахстан Касим-Жомарт Токаєв, Президент Киргизької Республіки Садір Жапаров, Президент Республіки Таджикистан Емомалі Рахмон та Президент Туркменістану Сердар Бердимухамедов, Президент Республіки Узбекистан Шавкат Мірзійоєв. 
На саміті обговорено перспективи розширення торговельно-економічного співробітництва, «зеленого» розвитку, забезпечення енергетичної безпеки та впровадження відновлюваних джерел енергії, взаємодії у питаннях забезпечення регіональної безпеки, боротьби з тероризмом та транскордонною злочинністю. Були позначені такі стратегічне значення для розвитку всього регіону пріоритетні напрямки співробітництва, як посилення торговельно-інвестиційної діяльності, налагодження проєктної співпраці, розвиток транспортних коридорів у регіоні, просування «зеленої повістки», забезпечення прав людини та гендерної рівності, розширення освітніх програм, сприяння мирному врегулюванню в Афганістані. За підсумками зустрічі 21 вересня 2023 підписана спільна заява.